# Пер- і поліфторалкільні речовини

Структура молекули (PFOS), фторповерхнево-активної речовини, здатної до біоакумуляції

Перфторалкільні сполуки й поліфторалкільні сполуки (пер- і поліфторалкільні речовини, перфторовані алкіловані речовини, англ. PFAS) — синтетичні фторорганічні сполуки, в молекулі яких багато атомів фтору, приєднаних до алкільного ланцюга. Ці сполуки містять принаймні одну перфторалкільну групу CnF2n-. Організація економічного співробітництва та розвитку оцінює кількість відомих PFAS як мінімум 4730 сполук. Через свою стійкість до розкладання, сполуки PFAS широко відомі як «вічні хімікати».
Підгрупа цих речовин, фторповерхнево-активні речовини (або фторовані поверхнево-активні речовини) складається із фторованого гідрофобного алкільного «хвоста» та гідрофільної «голови». Вони знижують поверхневий натяг води ефективніше, ніж аналогічні вуглеводневі поверхнево-активні речовини. До них належать перфторсульфонові кислоти, такі як перфтороктансульфонова кислота (PFOS), і перфторкарбонові кислоти, такі як перфтороктанова кислота (PFOA). PFOS і PFOA є стійкими органічними забруднювачами, які виявляються в навколишньому середовищі, живих організмах і в організмі людини.

## Вплив PFAS на здоров'я людини
У 2024 році Агенція з охорони довкілля США вперше ввела обмежувальні норми на шість найнебезпечніших PFAS-сполук у питній воді.

Вплив PFAS на здоров'я людини

Сучасні рецензовані наукові дослідження показали, що вплив певних рівнів PFAS може призвести до:
- Вплив на репродуктивну систему призводить до зниження фертильності або підвищенного тиск у вагітних жінок.
- Дефекти або затримки розвитку у дітей, включаючи низьку вагу при народженні, прискорене статеве дозрівання, варіації кісткової тканини або поведінкові зміни.
- Підвищенні ризики появи деяких видів раку, включаючи рак простати, нирок та тестікул.
- Зниження можливостей імунної системи протидіяти захворюванням, знижена реакція на вакцину.
- Втручання в работу гормонів
- Збільшення рівню холестерину та/або ризик ожиріння.

## Використання
Зазвичай цей клас речовин використовується при виробництві:
- текстилю та текстильних покриттів, наприклад, чохлів для сидінь, килимів, верхнього одягу;
- пінних вогнегасників;
- упаковки для харчових продуктів, наприклад, коробок для піци, паперових стаканчиків;
- паперової упаковки;
- волокон;
- кухонного посуду;
- деяких будівельних матеріалів, наприклад, водостійких лаків;
- низки інших споживчих товарів, зокрема, меблів, полірувальних і мийних засобів і кремів.